# Station Nice-Ville
Station Nice-Ville (Frans: Gare de Nice-Ville) is een spoorwegstation in de Franse gemeente Nice. Het is het belangrijkste spoorwegstation van de stad.

## Geschiedenis
Het station werd gebouwd in 1867 op de spoorlijn Marseille-Saint-Charles - Ventimiglia voor de spoorwegmaatschappij Chemins de fer de Paris à Lyon et à la Méditerranée. Het werd ontworpen in de stijl van Lodewijk XIII van Frankrijk door architect Louis Bouchot.
Oorspronkelijk lag Nice-Ville een eindje verwijderd van het stadscentrum, maar geleidelijk is de stad verder gegroeid en werd ook het gebied rond het station volgebouwd. Het gebouw verkeert nog grotendeels in de originele staat, hoewel er gemoderniseerd is voor de komst van de TGV Sud-Est.